# Ваджия Али кизи Самедова
Ваджия Али кизи Самедова (на азербайджански: Vəcihə Əli qızı Səmədova) е съветска и азербайджанска художничка. Известна е с портретите, пейзажите и натюрмортите, които рисува. Тя е заслужил артист на Азербайджанската ССР.

## Биография
Родена е на 24 ноември 1924 г. в Баку, СССР. Баща ѝ е сладкар, а майка ѝ – домакиня. Баща ѝ Кербалай Али, който е азербайджанец от Карс. Заедно с брат си се преместват в Ереван, а след това в Баку. Майка ѝ, Рубаба Самедова, се установява със семейството си в Баку от иранския град Кум.
През 1944 г. завършва Азербайджанското държавно художествено училище, а през 1951 г. – Московския художествен институт „В. И. Суриков“. Дипломната ѝ работа е групов портрет на азербайджански композитори.
Рисува предимно портрети, пейзажи и тематични табла. Пресъздава образите на своите съвременници – „Актрисата Л. Бедирбейли“ (1954), „Героят на социалистическия труд С. Керимов“ (1957), „Геологът М. Мамедбейли“ (1959), „Двукратният Герой на социалистическия труд Ш. Хасанова“ (1960), „Скулпторът Г. Абдулаев“ (1964) и др.
Нейните пейзажи и тематични табла се отличават с богатия национален колорит, лаконичност и яснота на композицията, сред които са и „Азербайджански композитори“ (1951), „Песен“ (1956), „На брега на Гьойгьол“ (1957), „На брега на Кура“ (1961), „В очакване на посланието“ (1963), „Геолози“ (1965).
Участва и в социални и образователни дейности. Произведенията на Самедова участват в чуждестранни изложби, организирани във Виена, Кайро, Бейрут, Варшава, Берлин, Будапеща, София и други градове.
Умира на 24 октомври 1965 г. в Баку след продължително заболяване. По нейно собствено искане е погребана в общото мюсюлманско гробище. В края на 1966 г. в Баку в художествения салон на Съюза на художниците в Азербайджан е открита посмъртна изложба с нейни творби. На изложбата са събрани около 200 нейни произведения: портрети, пейзажи, натюрморти, картини с масло, акварел, пастел, молив.
Произведенията на Самедова се съхраняват в Националния музей на изкуството в Азербайджан, както и в други музеи и галерии в страната. В Баку има изложбен салон на името на Ваджия Самедова (бивш художествен салон на Съюза на художниците в Азербайджан).